# Kanegasaki
Kanegasaki (japanska: 洋野町?, Kanegasaki-chō) är en landskommun (köping) i Iwate prefektur i Japan. 